# 新聞聯播
『新聞聯播』（しんぶんれんは、中: 新闻联播、拼音: Xīnwén Liánbō）とは、中華人民共和国の国営放送である中国中央電視台（CCTV）が中国標準時毎日19時00分から19時30分に放送しているニュース番組（テレビ・ラジオ）の名称である。1978年1月1日に放送が開始され、中国本土内で最も視聴率・聴取率が高い番組であると同時に、世界で最も視聴者が多いテレビ番組である。

## 概要
「新聞」とは中国語で「ニュース」を意味し、「聯播」とは中国語で「サイマル放送」を意味する。放送主体はCCTV-1とCCTV-新聞チャンネルであるが、中国全土の各都市の主要テレビ・ラジオ局でも同時に放送されている。よって、この場合の意味は「全国ニュース」、あるいは「ネットワークニュース」となる。延辺など朝鮮系自治地方で、同じ番組で「国内外ニュース（朝：국내외뉴스）」を使えている。
なお、地方放送局の配信のタイムラグを考慮してか、オープニング・タイトルが流れるのは19時00分03秒からである。この番組は、中国共産党からの指示に基づいて報道を行なっている。また、1982年9月1日の中国共産党中央機関の決定により、国家に関する重要なニュースは先にこの番組で放送されることになっている。

## 番組構成
番組は30分間であり、フラッシュニュースがおよそ25分間、スポーツニュースや国際ニュースがおよそ5分間となるよう構成されている。
なお、緊急時には番組が30分を超えて延長されることがある。1997年に鄧小平が死亡した際には、一週間以上連続して放送された。
放送中にCMによる中断はない。

## 番組の歴史
- 1976年10月1日 全国省級テレビ局協商会の意見として、中国中央電視台の前身である北京電視台(現在、この局名称は北京のローカルテレビ局の名前で使われている)で10数の省と直轄市に信号を送る形で、試験放送を開始した。放送時間は10 - 15分間。ただし、映像は外で撮影されたもののみで、ニュース内のアナウンスはなかった。また、早期には地方ニュースは、定期旅客機もしくは列車で北京市にニュース素材が持ち込まれた後、映像のフィルム焼付け、編集に早くても1週間を要し、遅ければ番組内で放送されたのが素材ができてから半月後ということもあった。
- 1978年1月1日 正式に番組がスタート。
- 1979年9月1日 この日から中央電視台の新番組で国際新聞という番組が始まり、新華社が独自に編集した国際ニュースを毎日5分間放送。更にイギリスとアメリカの合弁会社・合衆独立テレビニュース社（WTN／現・APTN）の映像、また香港で収録したニュースを北京に空輸して、その映像を放送した。
- 1980年5月1日 先の「国際新聞」の番組内容を新華社編集ソースと合弁会社や香港メディアのソースを区別することなく、「新聞聯播」に内容を組み込む現在の30分番組となり、今の番組構成を確立した。
- 1981年 4月 青島市で行われた国家の会議において、各省・各自治区・各直轄市の放送局で「新聞聯播」を同時放送する義務が決定された。
- 1981年10月 「新聞聯播」の後の19時35分頃から放送している「天気預報」(全国放送)が放送開始。
- 1982年 放送開始時間が、20時台(20時または20時30分)から現在の19時となる。また中央機関の決定で、国家に関する重要なニュースはまず先に「新聞聯播」の中で発表する方針を打ち出した。
- 1984年 海外へ記者の派遣を開始。また、台湾中華電視台の「華視新聞」のニュースソースの活用を開始。
- 1987年 アメリカ・CNNなど海外メディアのニュースソースの活用を開始。
- 1991年9月1日 番組を海外の衛星チャンネルを通じての配信を開始。
- 1996年1月1日 それまでの録画から生放送での放送を開始。
- 2020年7月18日 16:9に番組の縦横比を変更[3]。

## 歴代の主なキャスター
- 李娟 - 初代キャスター、1961年 - 1973年まで中央人民ラジオ局で勤務していたが、1973年より中央電視台に派遣され、1980年から番組のスタジオキャスターに就任した。
- 劉佳
- 趙忠祥
- 邢質斌
- 盧静
- 羅京（1961年 - 2009年6月5日。2008年頃からリンパ癌を患い、48歳で死去）
- 張宏民
- 杜憲（六四天安門事件の時、民主化を求める大学生たちに同情したことで、映像編集部門へ移された）[4][5]
- 薛飛（杜憲と同じように、六四天安門事件の時、学生たちに同情したことで、他部門へ移された）
- 李瑞英
- 張政
- 楊柳
- 賀紅梅
- 李修平
- 郎永淳
- 王寧
- 海霞
- 欧陽夏丹

## 現在の担当キャスター
- 康輝
- 郭志堅
- 李梓萌
- 剛強
- 鄭麗
- 宝暁峰
- 厳於信
- 潘濤
- 王音棋

キャスター陣のうち、古株は1990年前後から担当し続けた男性キャスター・王寧の1名だけがいる。近年のキャスター陣交代により、李瑞英と張宏民は2014年5月28日に新聞聯播から引退した一方、2007年12月6日から康輝・郭志堅・李梓萌・海霞の4名、2011年9月25日から郎永淳と欧陽夏丹の2名が新たにキャスター陣に加わった。郎永淳はのち、2015年9月に私生活を原因として中国中央テレビを離職した。

## 主なネット局

### 中国国内
- CCTV-1
- CCTV-新聞
  - 21時00分から21時30分（CST）まで再放送を行っており、本放送の内容に間違いがある場合や、新しい重要ニュースが入った場合のみに生放送が行われる。

### 中国国外
- CCTV-4
  - 遅れネットであり、アジア版、ヨーロッパ版、アメリカ版では放送時間が異なる。

## 日本からの視聴方法
- スカパー!568チャンネルの「大富チャンネル」にて、23時30分(JST)からCCTV-4の高精細度テレビジョン放送で放送（翌3時00分(JST)から再放送）されている。
- NHK BS1の「ワールドニュース」（5時(JST)から）内にて、ダイジェストで放送されている。
- CCTVの配信するインターネットストリーミングで視聴することも可能。
- CCTV YouTube公式チャンネルで視聴することも可能。

## その他
省域地方局ではCCTVと各地方局のチャンネルロゴ表示が二重に表示される。
朝鮮族、チベット族、モンゴル族などの自治地区では中国語版の後に各地域の言語で放送される。